# Kirchheim (Ludwigsburg)
Kirchheim é um município da Alemanha, no distrito de Ludwigsburg, na região administrativa de Estugarda, estado de Baden-Württemberg.